# École militaire supérieure Chtemenko
L'École militaire supérieure Chtemenko (вы́сшее вое́нное ордено́в Жу́кова и Октя́брьской Револю́ции краснознамённое учи́лище имени генера́ла а́рмии Штеменко; КВВУ, KVVOu) est un établissement d'enseignement supérieur militaire russe, situé à Krasnodar dans le Kouban. Il forme des spécialistes militaires en protection de l'information pour toutes les armes et branches des Forces armées de la fédération de Russie. Il dépend de la huitième direction de l'état-major général des Forces armées de la fédération de Russie. L'école porte le nom du chef de l'état-major général soviétique, de 1948 à 1952, Sergueï Chtemenko (1907-1976). Elle a été fondée le 17 septembre 1929 par 
décret du conseil militaire révolutionnaire de l'URSS n° 283/58 à Moscou afin de former des militaires des organes spéciaux. Les cours ont commencé le 15 novembre 1929 à Moscou,; dès lors, l'histoire de l'école militaire se développe, passant de cours de courte durée à un établissement d'enseignement militaire supérieur moderne. Elle s'est installée à Krasnodar en 1954, et prend le nom d'École militaire supérieure du Drapeau rouge de Krasnodar en 1969. En 1977, elle prend le nom du général Chtemenko. En 1998, elle devient l'Institut militaire de Krasnodar. Elle prend son nom actuel en 2015.

## Depuis 2015[5]
En 2015, l'école a retrouvé son statut indépendant et son nom: École militaire supérieure de Krasnodar du nom du général d'armée S.M. Chtemenko. En 2017, il est créé par arrêté du ministre de la Défense de la fédération de Russie n° 222, une médaille du ministère de la Défense de la fédération de Russie « Général d'armée Chtemenko ». Un décret présidentiel du 13 juin 2019 n° 272 décerne à l'école l'Ordre de Joukov pour le mérite d'avoir assuré la sécurité de l'État, renforcé sa capacité de défense et formé du personnel militaire hautement qualifié. Par arrêté du ministre de la Défense de la fédération de Russie du 29 août n° 492, l'école a ajouté à son nom cette décoration. Elle devient l'« École militaire supérieure de Joukov et du Drapeau rouge de la révolution d'Octobre nommée d'après le général d'armée Chtemenko ».
Aujourd'hui, l'école forme des spécialistes militaires en sécurité de l'information pour tous les types et branches de troupes des forces armées de la fédération de Russie, les organes centraux de l'administration militaire du ministère de la Défense de la fédération de Russie et d'autres organes exécutifs fédéraux de la fédération de Russie, ainsi que le personnel militaire des forces armées des États étrangers, y compris les États membres de la CEI, dans les domaines de la sécurité de l'information.